# Tosso
Tosso é uma vila da comuna rural de Zangasso, na circunscrição de Cutiala, na região de Sicasso ao sul do Mali.

## História
Em 1857, Metura (em francês: Métoura) de Tieré pediu a ajuda do fama Daulá Traoré (r. 1845–1860) do Reino de Quenedugu para castigar a aldeia de Tosso, que havia se revoltado contra sua autoridade. Daulá e seus homens rapidamente esmagaram a vila.